# Імунна сироватка
Імунна сироватка — сироватка крові, що містить моноклональні або поліклональні антитіла, яка використовується для поширення пасивного імунітету до багатьох захворювань шляхом донорської здачі крові (плазмафарез). Наприклад, реконвалесцентна сироватка, пасивне переливання антитіл від людини, яка вижила, раніше була єдиним відомим ефективним засобом лікування хвороби Ебола з високим рівнем успіху у 7 з 8 пацієнтів.
Імунні сироватки широко використовуються в діагностичних вірусологічних лабораторіях. Найпоширенішим використанням імунних сироваток у людей є антитоксин або протиотрута для лікування енвеномації.
Сироваткова терапія, також відома як серотерапія, описує лікування інфекційного захворювання за допомогою сироватки тварин, імунізованих проти конкретних організмів або їхніх продуктів, які, імовірно, спричиняють захворювання.

## Історія
Перші методи лікування дифтерії та правця почали застосовуватися в середині 1890-х років і мали великий вплив на розвиток історії медицини.
Піонером цієї техніки був Еміль Берінг (1854—1917), використовуючи морських свинок для виробництва сироватки. Виходячи зі свого спостереження про те, що люди, які пережили інікування дифтерійною бактерією, ніколи не заражалися знову, він виявив, що організм постійно виробляє антитоксин, який запобігає повторному зараженню тим же агентом у тих, хто пережив інфекцію.
Берінгу було необхідно імунізувати більших тварин, щоб виробляти достатню кількість сироватки для захисту людей, оскільки кількість імунної сироватки, яку виробляють морські свинки, була надто мало, щоб її використовувати. Найкращими для виробництва сироватки виявилися коні, оскільки сироватка інших великих тварин недостатньо концентрована, і вважалося, що коні не є переносниками будь-яких захворювань, які можуть передаватися людині.
У зв'язку з Першою світовою війною для військових цілей знадобилася велика кількість коней. Берінгу було важко знайти достатньо німецьких коней для його сироватки. Він обрав коней з країн Східної Європи, переважно з Угорщини та Польщі. Через обмежені фінансові ресурси Берінга більшість відібраних ним коней були призначені для забою, однак це не впливало на виготовлення сироватки. Такі коні були спокійні, добре дресеровані та здорові. Вік, порода, зріст і масть не мали значення.
Коней перевозили з Польщі чи Угорщини до заводів Берінга у Марбурзі, що в західно-центральній частині Німеччини. Більшість коней перевозили залізницею і поводилися з ними, як з будь-яким іншим вантажем. Під час нескінченного перетину кордону коней залишали на волю негоди. Після того, як коні прибули до Марбурга, у них було три-чотири тижні на відновлення в карантинному закладі, де були зібрані дані про них. Вони повинні були бути в ідеальному стані для імунізації, а карантинний заклад гарантував, що в них немає мікробів, які можуть заразити інших коней. У закладах Берінга коней вважали рятівниками, тому до них добре ставилися. Кілька окремих коней, яких використовували для виготовлення сироватки, отримали імена та були прославлені за їх заслуги в медицині та ветеренарії.

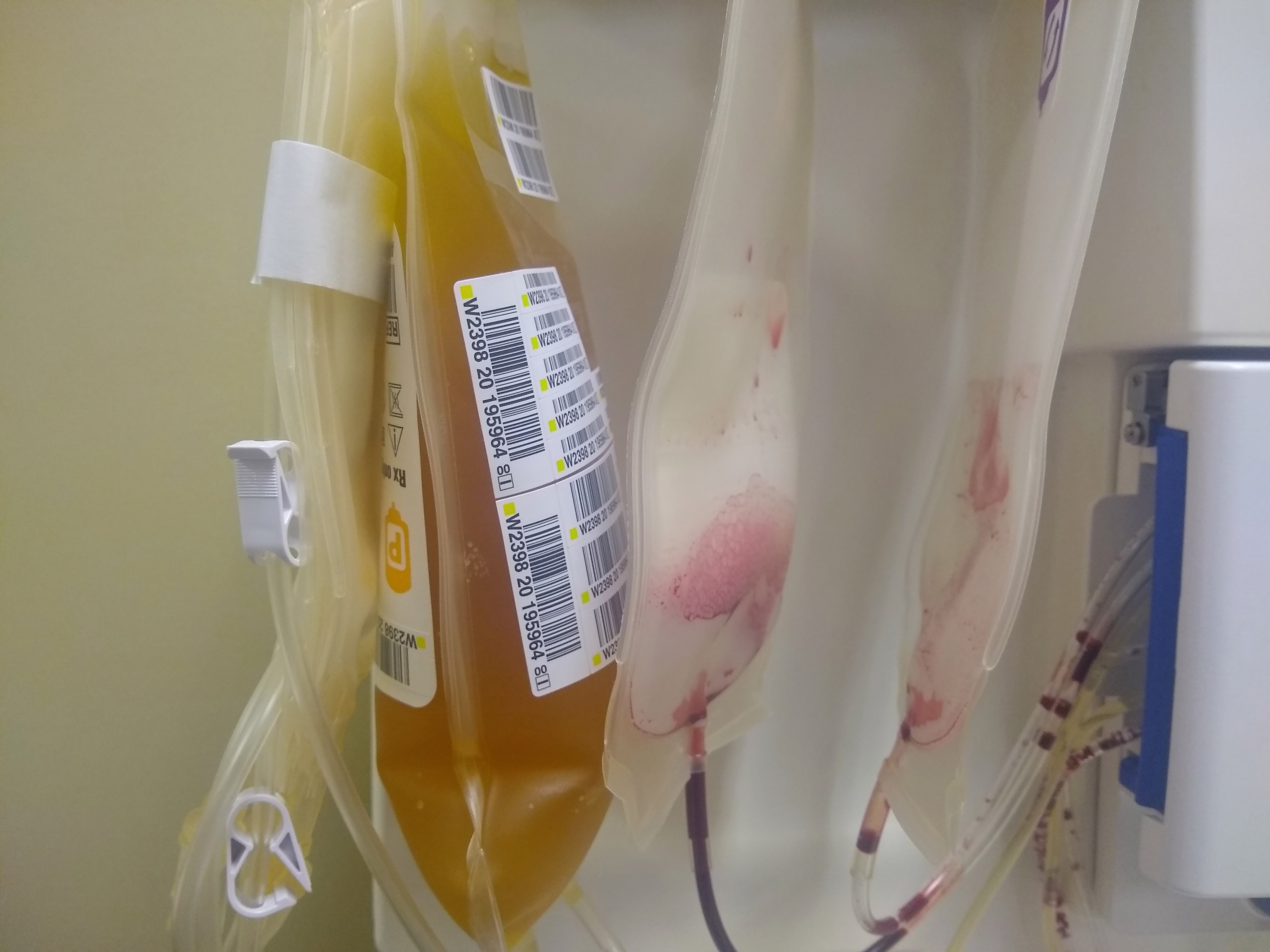
Реконвалесцентна плазма, зібрана в донорському центрі під час пандемії COVID-19.

Наприкінці XIX століття кожна друга дитина в Німеччині була заражена дифтерією — найчастішою причиною смерті дітей до 15 років. У 1891 році Еміль Берінг врятував життя дівчині з дифтерією, вперше в історії ввівши імунну сироватку. Сироватки коней виявилися рятівними для хворих на дифтерію. Згодом таким чином розвинулося лікування правця, сказу та отруєння зміїною отрутою, почалася активна захисна вакцинація проти дифтерії та інших мікробних захворювань.
У 1901 році Берінг отримав першу Нобелівську премію з медицини за роботу з вивчення дифтерії.
Сироваткова терапія ставала все більш поширеною для інфекційних захворювань і навіть використовувалася для лікування пацієнтів під час пандемії грипу в 1918 році. Потім її застосування було швидко розширено для лікування таких захворювань, як поліомієліт, кір, пневмокок, гемофільна хвороба грипу B та менінгокок. У 1920-х роках Майкл Гайдельбергер і Освальд Евері довели, що антитіла є білками, які спрямовані на капсулу вірусу або бактерії.
Відкриття антибіотиків у 1940-х роках зменшило інтерес до лікування бактеріальних інфекцій за допомогою імунних сироваток, але їхнє використання для лікування вірусних інфекцій продовжилося з розвитком етанолового фракціонування плазми крові (що дозволило отримати очищені антитіла), відкрите доктором Едвіном Коном. Імунні сироватки були розроблені для профілактики та/або лікування дифтерії, правця, гепатиту В, сказу, вірусу вітряної віспи, цитомегаловірусу та ботуліну. Проте широкого застосування вони не отримали.
У 1984 році Мільштейн і Келер отримали Нобелівську премію за свою роботу, в якій описано їхній метод створення мишачих моноклональних антитіл шляхом імморталізації В-клітин у вигляді гібридо́м. Ще один прорив стався в 2003 році. Нова технологія дозволила ампліфікувати гени важкого та легкого ланцюга імуноглобулінів із В-клітин людини та клонувати їх у вектори експресії. У 2008 році цей метод був удосконалений з більшою здатністю сортувати клітини та клонувати їх, що призвело до відкриття більшої кількості людських моноклональних антитіл.
У 1996 році Управління з продовольства і медикаментів США схвалило використання RSV-IGIV (Respigam), поліклональних антитіл для інгібування респіраторно-синцитіального вірусу (RSV) у новонароджених з високим ризиком. Це було визнано проривом, оскільки було доведено, що клінічне дослідження зменшило кількість госпіталізацій немовлят на 41 % і тривалість перебування в стаціонарі на 53 %. Через два роки попит на таке лікування почав перевищувати пропозицію плазми та препарату Synagis, замість нього було схвалено перше гуманізоване моноклональне антитіло. Моноклональні антитіла стали популярними завдяки зменшеній мінливості якості, зменшенню ризику захворювань, що передаються через кров, і підвищеній ефективності. Це дозволило значно розширити застосування імунної сироватки і відкрило двері для лікування аутоімунних захворювань.
Протягом останніх 30 років те, як лікуються хронічні та аутоімунні захворювання (наприклад, рак, виразковий коліт), змінилося, було схвалено 30 препаратів, з яких 28 для хронічних захворювань, із застосуванням моноклональних антитіл. Насьогодні досліджуються моноклональні антитіла для лікування вірусних захворювань без вакцин, таких як ВІЛ, тяжкий гострий респіраторний синдром та близькосхідний коронавірусний респіраторний синдром.

## Сучасне застосування
Моноклональні антитіла використовуються для лікування як гострих, так і хронічних захворювань. Гострі стани можуть включати, але не обмежуючись ними, вірус Ебола, отруєння (наприклад, укуси змій) та інфекцію сибірки. Хронічні захворювання можуть включати, але не обмежуючись ними, ревматоїдний артрит, виразковий коліт та вовчак.
Існує чотири основних типи моноклональних антитіл. Вони бувають мишеві, химерні, гуманізовані та людські.
Мишеві моноклональні антитіла ідентифікуються суфіксом «-омаб». Їх отримують від мишевих тварин і вони можуть викликати алергічні реакції у людей. Прикладом мишевого моноклонального антитіла є Блінатумомаб, який використовується для лікування гострого лімфобластного лейкозу.
Химерні моноклональні антитіла ідентифікуються суфіксом «-ксімаб». Вони походять частково від мишей, а частково від людини. Прикладом химерного моноклонального антитіла є Інфліксімаб, який використовується для лікування хвороби Крона.
Гуманізовані моноклональні антитіла ідентифікуються суфіксом «-зумаб». Здебільшого мають людське походження, але відрізняються компонентом, який прикріплюється до об'єкта. Прикладом гуманізованого моноклонального антитіла є Кризанлізумаб, який лікує серпоподібноклітинну анемію.
Моноклональні антитіла людини ідентифікуються суфіксом «-умаб». Вони мають людське походження. Прикладом людського моноклонального антитіла є Устекінумаб, який лікує псоріаз.
На ранніх стадіях пандемії COVID-19 надійні варіанти лікування ще не були винайдені або затверджені. У результаті реконвалесцентна плазма крові розглядалася як можливість лікування і використовувалася як варіант лікування принаймні у важких випадках. Згодом для лікування COVID-19 були розроблені моноклональні антитіла (Касиривімаб/імдевімаб).
7 червня 2021 року Управління з продовольства і медикаментів США схвалило Адуканумаб, перший за 20 років препарат від хвороби Альцгеймера.

## Принцип дії
Антитіла в імунній сироватці зв'язують інфекційний агент або антиген. Потім імунна система розпізнає чужорідні агенти, пов'язані з антитілами, і запускає більш надійну імунну відповідь. Використання імунної сироватки особливо ефективна проти патогенів, які здатні уникати реакції імунної системи в її нестимульованому стані, але недостатньо стійкі, щоб уникнути стимульованої реакції імунної системи. Існування антитіл до збудника залежить від початкової людини, яка вижила, чия імунна система випадково виявила контрагент збудника, або від виду господаря, який є носій збудника, але не страждає від його впливу. Подальші запаси імунної сироватки можуть бути отримані з початкового донора або з організму-донора, який інокулюється збудником і вилікується деякими запасами вже існуючої імунної сироватки. Розведена зміїна отрута часто використовується як імунна сироватка для надання пасивного імунітету до самої зміїної отрути.
Коней, які були заражені збудником, вакцинували тричі зі збільшенням дози вакцини. Час між вакцинаціями залежить від коня та його стану здоров'я. Зазвичай коням знадобилося кілька тижнів, щоб виробити сироватку в крові після останньої вакцинації. Незважаючи на те, що вони намагалися посилити імунну систему коней під час цієї імунізації з ретельною турботою, більшість коней страждали від втрати апетиту, гарячки, а в тяжчих випадках — шоку та задишки.
Найвищим ризиком для імунізації коней було виробництво імунної сироватки проти зміїної отрути.
Кінь був імунізований усіма видами зміїної отрути одночасно, оскільки не завжди можна було дізнатися, який вид змій укусив людину. Тому сироватка повинна була імунізувати суб'єкта проти отрути кожного виду змій.
Щоб визначити момент, коли в клітинах крові коней виробляється найбільше антитоксинів, у коней брали часті проби крові. У момент, коли вироблялася найбільша кількість антитіл, через канюлю відбирали п'ять літрів крові, десяту частину об'єму крові коня.
Кров збирали в скляний циліндр і привозили в лабораторію Берінга. Над утворенним «монетними ствопчиками» еритроцитів, було видно сироватку. Колір сироватки варіювався від молочного до коричневого.
Ретельно перевіряли концентрацію та стерильність сироватки та багаторазово її фільтрували. Вміст білка було знижено, щоб використовувати сироватку для людей.
Після забору крові коні могли відпочити протягом трьох-чотирьох тижнів і отримували додаткову їжу для відновлення втрати крові. У цей період коні були особливо слабкими і схильними до хвороб і інфекцій.
Протягом кількох років, з досвідом і спостереженнями за кіньми, в тіло тварини стали повертати утворені «монетні стовпчики». Ця процедура називається плазмафарезом.